# Diablotim
Diablotim (nome científico: Pterodroma hasitata) é uma espécie de ave marinha da família Procellariidae. A ave nidifica no Caribe e eventualmente aparece em território brasileiro.